# Riyu Kosaka
Riyu Kosaka (小坂 りゆ?, Kosaka Riyu; Yokohama, 17 gennaio 1985) è una cantante giapponese.
È conosciuta soprattutto come componente del gruppo BeForU, attivo nell'ambito dei videogiochi prodotti dalla Konami.

## Discografia

### Album
- 2004 - Begin
- 2008 - Every Struggle

### Singoli
- 2001 - True...
- 2006 - Yamato Nadeshiko
- 2007 - Danzai no hana: Guilty Sky
- 2007 - Dober Man
- 2007 - Platinum Smile
- 2007 - Kokoro no ato
- 2011 - Saisho no Melody